# Torimídeos

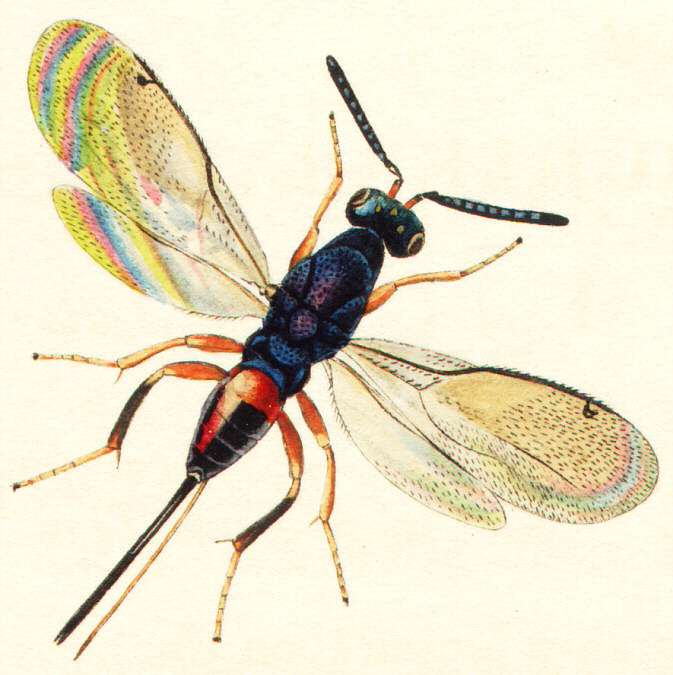
Torymus nobilis Boheman, 1834

Torimídeos (Torymidae) é uma família de vespas da superfamília Chalcidoidea de pequenas vespinhas (geralmente 2-4 mm) de tom brilhante metálico (geralmente esverdeadas) que possuem longo ovipositor, ocorrendo sobre a vegetação em quase todos habitats mundiais. Conhecem-se cerca de 960 espécies distribuídas por cerca de 70 gêneros, dos quais 27 espécies pertencentes a 8 gêneros estão registradas para o Brasil.
São insetos associados nas plantas, em que muitas espécies parasitam outros insetos galhadores, e algumas outras espécies alimentam-se diretamente dos tecidos vegetais, incluindo sementes. Espécies parasitam podem atacar lagartas e ovos de diversos insetos.
São vespas que caracterizam-se por fêmeas com o ovipositor muito evidente, por vezes mais longo que o corpo (podendo chegar a 16 mm), abdômen brilhante, coxas traseiras mais robustas do que as dianteiras, asas com veia estigmal bem curta, por vezes com o estigma bem pronunciado, pecíolo do gáster fortemente transverso, indistinto. Cercos visíveis. A família não é considerada monofilética, sendo provavelmente formada por dois ramos distintos, de onde se propôs uma outra família Megastigmatidae. Nesta configuração, restariam cinco subfamílias: Monodontomerinae, Toryminae, Podagrioninae, Erimerinae (=Microdontomerinae) e Thaumatoryminae. Alguns autores considerariam apenas Toryminae.